# Jadranka Đokić
Jadranka Đokić (Pula, 14 januari 1981) is een Kroatisch actrice.
Đokić studeerde aan de Akademija dramske umjetnosti u Zagrebu, de Kunstacademie van de Universiteit van Zagreb. Haar filmdebuut maakte ze in de film Fine Dead Girls die in 2002 werd uitgebracht. Đokić speelt ook in televisieseries en in het theater. 

## Filmografie
- Fine Dead Girls (2002)
- Naša mala klinika (2004-2007)
- Storm (2009)
- Svećenikova djeca (2013)